# Попов, Василий Петрович (писатель)
Василий Петрович Попов (1828—1886) — русский писатель

, педагог.

## Биография
Родился 11 (23) марта 1828 года.
Учился в Кадетском корпусе, откуда был выпущен в лейб-гвардии Павловский полк. Участвовал в Венгерской кампании 1849 году; в 1853 году был в звании подпоручика. Выйдя в отставку, выдержал при Московском университете экзамен на звание преподавателя русского языка и словесности и занял место учителя в одном из кадетских корпусов; затем служил в Оренбургской губернии и выйдя в отставку, занимался исключительно литературными трудами, начало которым было положено публикацией 1851 года, поместив в «Пантеоне» два своих перевода: «Искательница приключений» — комедия в 5 действиях Э. Ожье (Т. V, Кн. 9) и «Дамская война» — комедия в 3 действиях, Э. Скриба (Т. VI, Кн. 12).
Умер в Санкт-Петербурге 12 (24) июля 1886 года.